# Луцій Тарквіній Коллатін
Луцій Тарквіній Коллатін (лат. Lucius Tarquinius Collatinus) — один з двох перших консулів Стародавнього Риму (разом з Луцієм Юнієм Брутом), родич останнього римського царя Тарквінія Гордого, один з натхненників повстання, що призвело до вигнання царя.
Про ранні роки життя Коллатіна нічого не відомо. У 509 до н. е., під час облоги міста Ардеї, на бенкеті у старшого сина царя Секста Тарквінія, вийшла суперечка про чесноти дружин бенкету. Для того, щоб вирішити суперечку, розпалені вином бенкетуючі скочили на коней і вирушили по черзі в будинок кожного. Лише дружину Коллатіна Лукрецію побачили за роботою, в той час як дружини інших забавлялися у колі ровесниць. На наступний вечір Секст повернувся в будинок свого родича і вночі, погрожуючи жінці зброєю, збезчестив її, після чого  зник. Негайно Лукреція послала гінця до батька Спурія Лукреція Триципітіна і чоловіка. Коли вони прибули у супроводі Луція Юнія Брута і Публія Валерія, вона розповіла їм про події, після чого наклала на себе руки. Тіло Лукреції винесли на вулицю, демонструючи злочин царської влади. Підбуривши народ у Коллації повсталі прямують до Риму, де вони також закликають народ до постання, після чого приймається рішення про вигнання царя.
Першими консулами республіки були обрані Луцій Юній Брут та Луцій Тарквіній Коллатін. Втім, незабаром народ став знову перейматися іменем Тарквінія, оскільки той належав до царського дому. Щоб не стати жертвою народного роздратування і послухавши умовляння друзів, Коллатін добровільно вирушив у вигнання у місто Лавіній, а консулом замість нього став Публій Валерій Публікола.